# 베티 블라이스

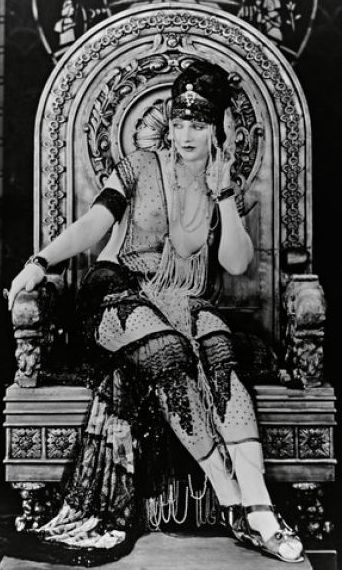

베티 블라이스(Betty Blythe, 1893년 9월 1일 ~ 1972년 4월 7일)는 미국의 영화배우, 연극 배우, 텔레비전 배우이다.
로스앤젤레스에서 태어났으며 우들랜드힐스에서 사망하였다. 사인은 심근 경색이다. 포리스트 론 메모리얼 파크에 매장되었다.

## 영화
- 마이 페어 레이디 (1964년)
- 헬렌 모건 스토리 (1957년)
- 열정의 랩소디 (1956년)
- 바클레이스 오브 브로드웨이 (1949년)
- 럭셔리 라이너 (1948년)
- 송 오브 러브 (1947년)
- 섬씽 인 더 윈드 (1947년)
- 애보트와 코스텔로 (1945년) - 미시즈 머독 역
- 프레즌팅 릴리 마스 (1943년)
- 홍키 통크 (1941년)
- 여자들 (1939년)
- 정복자 (1937년)
- 토퍼 (1937년)
- 안나 카레니나 (1935년)
- 순례여행 (1933년)
- 저스트 아웃사이드 더 도어 (1921년)